# Sint-Niklaas
Sint-Niklaas o Sint-Niklaas-Waas és un municipi belga de la província de Flandes Oriental a la regió de Flandes. És la capital del Waasland, a mig camí entre Anvers i Gant, i forma una connurbació amb els municipis de Sint-Gillis-Waas, Stekene i Temse.

## Seccions
| #   | Nom              | Extensió (km²) | Població (01/01/2010) |
| --- | ---------------- | -------------- | --------------------- |
| I   | Sint-Niklaas     | 31,74          | 50.056                |
| II  | Nieuwkerken-Waas | 9,86           | 5.920                 |
| III | Belsele          | 20,26          | 9.742                 |
| IV  | Sinaai           | 21,94          | 6.094                 |

## Situació
| - a. Stekene - b. Kemzeke (Stekene) - c. Sint-Pauwels (Sint-Gillis-Waas) - d. Sint-Gillis-Waas - e. Vrasene (Beveren) - f. Beveren - g. Haasdonk (Beveren) |

| - h. Temse - i. Tielrode (Temse) - j. Elversele (Temse) - k. Waasmunster - l. Lokeren - m. Eksaarde (Lokeren) - n. Moerbeke |

## Persones
- Tom Lanoye (1958), escriptor

## Agermanaments
- Abingdon
- Colmar
- Gorinchem
- Lucca
- Schongau
- Tábor